# Filipp Rudkin
Filipp Nikitowicz Rudkin (ros. Филипп Никитович Рудкин, ur. 15 listopada?/27 listopada 1893 we wsi Czornaja Sosna w rejonie mścisławskim, zm. 12 października 1954 w Moskwie) – radziecki wojskowy, generał major wojsk pancernych, Bohater Związku Radzieckiego (1943).

## Życiorys
Urodził się w białoruskiej rodzinie chłopskiej. W 1914 wstąpił do SDPRR, skończył rabfak (fakultet robotniczy) przy Moskiewskiej Akademii Górniczej, w październiku 1915 został powołany do rosyjskiej armii. Uczestniczył w I wojnie światowej, walczył na Froncie Zachodnim w 551 pułku piechoty, w 1917 był aktywnym uczestnikiem wydarzeń rewolucyjnych. W listopadzie 1917 został dowódcą i komisarzem 138 Dywizji Piechoty, od maja 1918 był w Armii Czerwonej, brał udział w wojnie domowej jako komisarz oddziału wojsk Czeki, od grudnia 1918 komisarz brygady wojsk Czeki na Froncie Północnym, od czerwca 1919 pomocnik nadzwyczajnego komisarza Frontu Zachodniego (gdzie walczył z wojskami Judenicza), a od listopada 1919 inspektor wojsk Czeki w Moskwie. W walkach był dwukrotnie ranny. Po wojnie był inspektorem wojsk Czeki, OGPU i NKWD w Moskwie, w listopadzie 1926 został szefem sekcji specjalnej NKWD w Moskwie, później inspektorem wojsk NKWD w Leningradzie i starszym inspektorem Wydziału Transportowego OGPU ZSRR. W 1937 ukończył Wojskową Akademię Mechanizacji i Motoryzacji Armii Czerwonej im. Stalina i został szefem Wydziału Uzbrojenia Wojsk NKWD Ukrainy i Krymu, w październiku 1938 zwolniono go do rezerwy.
W styczniu 1940 ponownie powołany do służby, wyznaczony szefem Oddziału Transportu Samochodowo-Traktorowego NKWD ZSRR. Od września 1941 uczestniczył w wojnie z Niemcami jako szef Zarządu Samochodowo-Czołgowego Frontu Karelskiego, później w czerwcu 1942 został skierowany na Front Stalingradzki, brał udział w bitwie pod Stalingradem, w sierpniu 1942 wyznaczono go dowódcą 215 Brygady Pancernej w Moskiewskim Okręgu Wojskowym. Od listopada 1942 dowodził 179 Brygadą Pancerną na Froncie Południowym i Południowo-Zachodnim, uczestniczył w operacji ostrorożsko-rossoszańskiej i charkowskiej od stycznia do marca 1943. Od czerwca do sierpnia 1943 dowodził 7 Gwardyjskim Korpusem Pancernym w składzie 3 Armii Gwardyjskiej na Froncie Briańskim i Centralnym (7 czerwca 1943 otrzymał stopień generała-majora wojsk pancernych), brał udział w bitwie pod Kurskiem i operacji orłowskiej, w sierpniu 1943 został komendantem obozu wojsk pancernych w Tambowie. Od 12 stycznia do 14 lipca 1944 dowodził 11 Korpusem Pancernym w składzie 13 i 47 Armii na 1 Froncie Ukraińskim i 1 Froncie Białoruskim, brał udział w operacji proskurowsko-czerniowieckiej i białoruskiej, w sierpniu 1944 został zastępcą dowódcy wojsk pancernych i zmechanizowanych 3 Frontu Białoruskiego, uczestniczył w operacji gumbinnen-gołdapskiej i wschodniopruskiej. W czerwcu 1945 został zastępcą dowódcy wojsk pancernych i zmechanizowanych Baranowickiego Okręgu Wojskowego, od czerwca 1946 do marca 1947 był starszym inspektorem wojsk pancernych i zmechanizowanych Inspekcji Wojsk Lądowych, od sierpnia 1947 do czerwca 1950 dowodził wojskami pancernymi i zmechanizowanym 3 Armii Uderzeniowej, następnie wojskami pancernymi i zmechanizowanymi Południowouralskiego Okręgu Wojskowego, w listopadzie 1952 zwolniono go do rezerwy.

## Odznaczenia
- Złota Gwiazda Bohatera Związku Radzieckiego (31 marca 1943)[1]
- Order Lenina (trzykrotnie)
- Order Czerwonego Sztandaru Pracy (dwukrotnie)
- Order Kutuzowa II klasy
- Medal „Za obronę Stalingradu”